# Hải chiến Hoàng Hải
Hải chiến Hoàng Hải (tiếng Nhật: 黄海海戦 Kōkai kaisen tiếng Nga: Бой в Жёлтом море), một trận hải chiến của Chiến tranh Nga-Nhật, là một trận chiến diễn ra ngày 10 tháng 8 năm 1904. Trong Hải quân Nga, nó được gọi là Trận chiến ngày 10 tháng 8.

## Bối cảnh
Đội tàu Thái Bình Dương thứ nhất của Hải quân Đế quốc Nga, dưới sự chỉ huy của Đô đốc Wilgelm Vitgeft, đã bị mắc kẹt tại Cảng Lữ Thuận kể từ khi có phong tỏa của Hải quân Đế quốc Nhật Bản bắt đầu từ ngày 8 tháng 2 năm 1904 với Hải chiến cảng Lữ Thuận. Từ cuối tháng 7 đến đầu tháng 8, khi Hải quân Đế quốc Nhật Bản bao vây cảng Lữ Thuận, quan hệ giữa Đô đốc Vitgeft và Tổng đốc Yevgeny Alexeiev ngày càng xấu đi. Tổng đốc Alexeiev, một cựu đô đốc, người thích một cuộc phá vây công kích để cho Đội tàu Thái Bình Dương thứ nhất có thể kết nối với Đội tàu Vladivostok và do đó tạo một lực lượng hải quân đủ mạnh để thách thức hạm đội Nhật. Đô đốc Vitgeft tin rằng chỉ đơn giản cứ neo đậu lại và đóng góp một phần vũ khí cho cuộc chiến trên bộ là cách an toàn nhất, và ông được các sĩ quan trong hạm đội và các thuyền trưởng hậu thuẫn.
Alexeiev đã gọi điện cho St. Petersburg, và Sa hoàng Nicholas II đã phúc đáp rằng ông hoàn toàn chia sẻ ý kiến của Tổng đốc. Do phải đối mặt với một chiếu chỉ của hoàng đế và sự đe dọa truy tố, Đô đốc Vitgeft đã không thể trì hoãn thêm nữa và đã quyết định phá vây khỏi cảng và chạy đến Vladivostok.

## Thương vong
Tổng số thương vong của quân Nga trong cuộc chiến là 343 người chết và bị thương trên boong trên đường đi về cảng Lữ Thuận. Nhật Bản công nhận có 226 người chết và bị thương. Trong vòng một vài ngày, Nhật đã có thể sửa chữa hư hỏng tàu của mình, đạt được tình trạng hoàn toàn có khả năng đủ tham chiến, còn đội tàu của Nga thì để mặc cho tình trạng ọp ẹp hư hỏng.
Về mặt chiến thuật, trận chiến là hòa, so không có tàu lớn nào của hai bên tổn thất lớn. Về mặt chiến lược, thắng lợi của trận chiến này thuộc về Nhật Bản do Nga đã không bao giờ cố vượt ra biển khơi. Đến tháng 12 năm 1904, các trận lục chiến đã đổ về xung quanh cảng Lữ Thuận và pháo binh hạng nặng sớm được đưa đến cho tàu chiến của Nga bên trong cảng Lữ Thuận; sinking or damaging all of the survivors of the Yellow Sea Battle.